# Gilles Bensimon

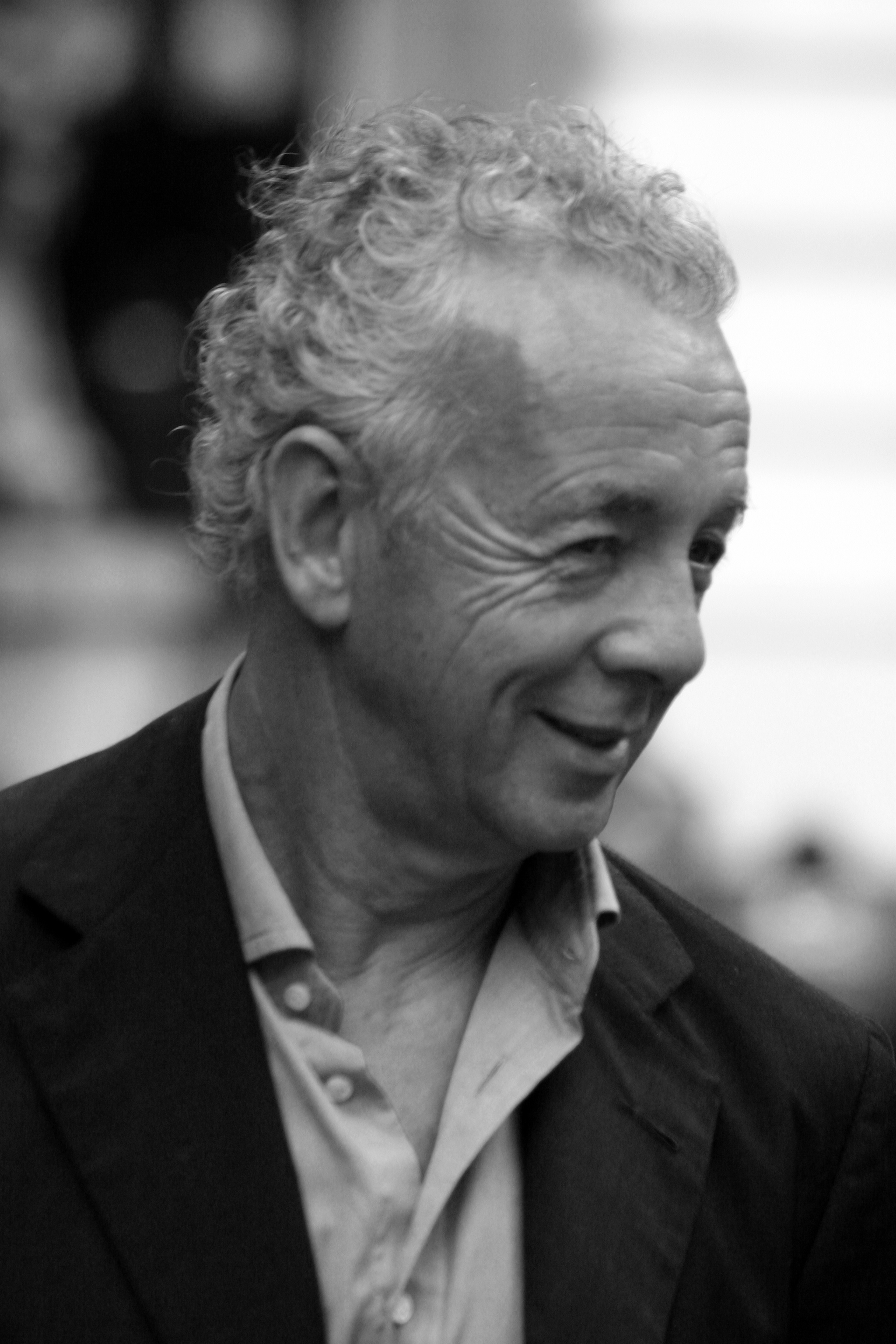
Gilles Bensimon, New York City, September 2007. Photo by Christopher Peterson.

Gilles Francis Charles Bensimon (Vic-sur-Cère, 29 febbraio 1944) è un fotografo francese.

## Biografia
Gilles Francis Charles Bensimon nasce a Vic-sur-Cère, Cantal, nel 1944, in una famiglia di artisti.
Dopo il servizio di leva militare, nel 1967 inizia a lavorare come fotografo per la rivista francese Elle.
Nel 1969 si trasferisce negli Stati Uniti d'America facendosi conoscere e contribuisce alla creazione dell'edizione americana della rivista, diventandone direttore creativo.

### Carriera
Come fotografo e direttore della rivista Elle, Bensimon contribuirà nell'ascesa del fenomeno delle top model negli anni 80 e 90, fotografando supermodelle del calibro di Linda Evangelista, Naomi Campbell, Cindy Crawford, Claudia Schiffer, Yasmin Le Bon, Elle Macpherson, Gisele Bündchen e Tyra Banks, cantanti come Madonna, Jennifer Lopez, Beyoncé e attrici come Sarah Jessica Parker, Gwyneth Paltrow, Keira Knightley e altre.

### Vita privata
Tra il 1986 e il 1989 è stato sposato con la supermodella Elle Macpherson.